# USS Benham (DD-796)
USS Benham (DD-796) là một tàu khu trục lớp Fletcher được Hải quân Hoa Kỳ chế tạo trong Chiến tranh Thế giới thứ hai. Nó là chiếc tàu chiến thứ ba của Hải quân Mỹ được đặt theo tên Chuẩn đô đốc Andrew Ellicot Kennedy Benham (1832-1905), người tham gia cuộc Nội chiến Hoa Kỳ. Nó đã hoạt động cho đến hết Thế Chiến II, ngừng hoạt động một thời gian ngắn, rồi tái biên chế trở lại năm 1951 và tiếp tục phục vụ cho đến khi được chuyển cho Peru mượn năm 1960, và tiếp tục hoạt động như là chiếc BAP Villar (DD-71) cho đến khi bị tháo dỡ năm 1980. Benham được tặng thưởng tám Ngôi sao Chiến trận do thành tích phục vụ trong Thế Chiến II.

## Thiết kế và chế tạo
Benham được đặt lườn tại xưởng tàu của hãng Bethlehem Steel Company ở Staten Island, New York vào ngày 23 tháng 4 năm 1943. Nó được hạ thủy vào ngày 30 tháng 8 năm 1943; được đỡ đầu bởi bà Harold Benham, cháu nội dâu Chuẩn đô đốc Benham, và nhập biên chế vào ngày 20 tháng 12 năm 1943 dưới quyền chỉ huy của Trung tá Hải quân Erle V. Dennet.

## Lịch sử hoạt động

### 1944
Sau khi được trang bị tại Xưởng hải quân New York, Benham tiến hành chạy thử máy và huấn luyện trong eo biển Long Island trước khi lên đường đi về phía Nam đến Bermuda vào đầu tháng 1 năm 1944. Sau khi đi đến Kingston, Jamaica vào ngày 14 tháng 1, nó thực hành bắn phá bờ biển, tuần tra chống tàu ngầm và hộ tống tàu sân bay trong bốn tuần trước khi quay trở về New York vào ngày 13 tháng 2. Sau khi được đại tu sau thử máy, nó đi đến Norfolk, Virginia vào ngày 28 tháng 2 để gia nhập cùng chiếc Piedmont (AD-17), và hộ tống chiếc tàu tiếp liệu khu trục băng qua kênh đào Panama để đi sang quần đảo Hawaii, đi đến Trân Châu Cảng vào ngày 27 tháng 3.
Benham sau đó tiến hành huấn luyện hộ tống tàu sân bay, thực hành tác xạ phòng không và chống tàu ngầm để chuẩn bị tham gia Chiến dịch Forager, kế hoạch nhằm chiếm đóng quần đảo Mariana. Tuy nhiên, vào ngày 24 tháng 4, đang khi thực hành trinh sát ban đêm, nó mắc tai nạn va chạm với tàu khu trục Uhlmann (DD-687), bị hư hại đáng kể mũi tàu. Do phải ưu tiên cho những hoạt động của chiến dịch, việc sửa chữa nó bị kéo dài và con tàu chỉ quay trở lại hoạt động vào ngày 14 tháng 5.
Vào ngày 29 tháng 5, Benham gia nhập Đội đặc nhiệm 52.11, bao gồm các tàu sân bay hộ tống Kitkun Bay (CVE-71), Gambier Bay (CVE-73) cùng các tàu khu trục Laws (DD-558) và Morrison (DD-560), rồi lên đường đi Eniwetok, đến nơi một tuần sau đó. Nó đi đến Saipan thuộc quần đảo Mariana vào ngày 15 tháng 6, hộ tống cho các tàu sân bay khi chúng tiến hành không kích các vị trí đối phương trên bờ. Đối phương phản công tại khu vực chung quanh Saipan lần đầu tiên vào đêm 15 tháng 6, khi ba đợt không kích nhỏ nhắm vào Đội đặc nhiệm 52.1. Không máy bay đối phương nào tiếp cận gần Benham, nhưng đến sáng sớm ngày 17 tháng 6, khoảng một tá máy bay ném bom bổ nhào Aichi D3A “Val” đã tấn công các tàu sân bay hộ tống. Chiếc tàu khu trục tham gia vào màn hỏa lực phòng không ngăn chặn, giúp bắn rơi hai kẻ tấn công mà không bị thiệt hại. Sang ngày hôm sau thêm nhiều đợt tấn công khác diễn ra nhưng không vượt qua được hàng rào ngăn chặn của những máy bay tiêm kích tuần tra chiến đấu trên không (CAP).
Sau khi có tin tức về việc Hạm đội Liên hợp Nhật Bản xuất phát từ Philippines đang hướng đến quần đảo Mariana phản công cuộc đổ bộ, các tàu sân bay nhanh thuộc Đệ Ngũ hạm đội vốn cũng tham gia hỗ trợ gần mặt đất đã tiến ra để ngăn chặn, và đã chiến thắng trong Trận chiến biển Philippine vào các ngày 19 và 20 tháng 6. Trong khi đó lực lượng Hoa Kỳ trên bờ hoàn toàn phải dựa vào sự hỗ trợ của các tàu sân bay hộ tống thuộc Đội đặc nhiệm 52.1. Benham tiếp tục bảo vệ cho các tàu sân bay hộ tống cho đến ngày 2 tháng 7, khi nó được điều sang Đội đặc nhiệm 52.12, đội bảo vệ và hỗ trợ hỏa lực cho những chiến dịch nhằm tảo thanh Saipan. Khi đảo này được bình định vào ngày 10 tháng 7, chiếc tàu khu trục lên đường đi Eniwetok, đến nơi vào ngày 16 tháng 7, nơi nó nhanh chóng nhận tiếp liệu và đạn dược chuẩn bị tham gia việc tấn công chiếm đóng Tinian cùng thuộc quần đảo Mariana.
Benham hộ tống một đoàn tàu vận tải đi từ Eniwetok đến Tinian, đi đến ngoài khơi hòn đảo này vào ngày 19 tháng 7. Trong bốn ngày tiếp theo, nó hộ tống các tàu chở quân trong khi các tàu chiến khác bắn hải pháo xuống các vị trí đối phương trên đảo Tinian. Sau cuộc đổ bộ vào ngày 24 tháng 7 và cho đến cuối tháng đó, chiếc tàu khu trục nả pháo xuống các mục tiêu chung quanh thị trấn Sunharon vào ban ngày, và trợ giúp các tiểu đoàn Thủy quân Lục chiến phòng thủ vào ban đêm. Lúc chiều tối, nó áp sát bờ để bắn pháo can thiệp và áp chế các vị trí pháo đối phương. Vào ngày 6 tháng 8, nó chuyển đến Guam, trong bốn ngày đã bắn phá các vị trí cuối cùng ở góc Đông Bắc hòn đảo còn do quân Nhật cố thủ. Khi hòn đảo được tuyên bố bình định vào ngày 10 tháng 8, nó quay trở về Eniwetok để được sửa chữa cạnh một tàu tiếp liệu.
Để chuẩn bị cho việc tái chiếm Philippines, lực lượng tàu sân bay nhanh được giao nhiệm vụ vô hiệu hóa lực lượng không lực Nhật tại Bonin, Palau, Yap và Mindanao. Vào ngày 28 tháng 8, Benham lên đường cùng Đội đặc nhiệm 38.2, bao gồm các tàu sân bay Intrepid, Hancock, Bunker Hill, Cabot và Independence, hai thiết giáp hạm, bốn tàu tuần dương cùng 17 tàu khu trục khác, hướng về phía Tây cho đợt không kích lên Palau. Nó đã bảo vệ cho các tàu sân bay trong đợt không kích tại đây từ ngày 6 đến ngày 8 tháng 9, rồi xuống các sân bay Nhật gần vịnh Sarangani, Mindanao, Philippines trong các ngày 9 và 10 tháng 9. Đội đặc nhiệm quay trở lại Palau vào ngày 15 tháng 9 để hỗ trợ cho các cuộc đổ bộ lên Peleliu và Angaur; và sau đợt không kích xuống các sân bay tại Luzon từ ngày 21 đến ngày 24 tháng 9, đội đặc nhiệm quay trở về Ulithi vào ngày 29 tháng 9 để tái vũ trang và tiếp nhiên liệu.
Đến ngày 6 tháng 10, Đội đặc nhiệm 38.2 lại lên đường và gia nhập cùng ba đội đặc nhiệm tàu sân bay khác thuộc Lực lượng Đặc nhiệm 38, trực thuộc Đệ Tam hạm đội. Toàn bộ lực lượng tàu sân bay nhanh hùng hậu này di chuyển theo hướng Tây Bắc, tiến hành không kích xuống quần đảo Ryūkyū, Đài Loan và Philippines. Benham đã hộ tống cho Bunker Hill trong đợt không kích xuống Okinawa và Ryukyu vào ngày 10 tháng 10; tiếp nối bởi một đòn tấn công nghi binh xuống Aparri, Philippines vào ngày hôm sau; trước khi tiến hành đợt không kích quy mô lớn nhằm tiêu diệt không lực Nhật Bản trên đảo Đài Loan vào ngày 12 tháng 10.
Cho dù các đợt tấn công của Hoa Kỳ đã phá hủy hầu hết máy bay Nhật trên hòn đảo, lực lượng đặc nhiệm vẫn chịu đựng sự quấy phá vào ban đêm bởi máy bay ném bom hai động cơ Mitsubishi G4M "Betty" xuất phát từ đảo Kyūshū. Trong hai đêm, pháo thủ phòng không của Benham đã giúp bắn rơi chín máy bay đối phương, và có thể đã bắn rơi chiếc thứ mười, trước khi lực lượng đặc nhiệm rút lui về phía Đông, bảo vệ cho tàu tuần dương hạng nặng Canberra bị hư hại nặng do trúng ngư lôi. Lực lượng đặc nhiệm lại không kích các căn cứ quân sự Nhật Bản tại Philippines, bắt đầu từ ngày 15 tháng 10, dọn đường cho cuộc đổ bộ sắp diễn ra, và kéo dài cho đến ngày 20 tháng 10, khi binh lính đổ bộ lên Leyte.
Benham được cho tách khỏi đội đặc nhiệm vào ngày 24 tháng 10 để hộ tống cho Bunker Hill bị hư hại rút lui về Manus thuộc quần đảo Admiralty để sửa chữa. Vì vậy nó đã lỡ mất một loạt các cuộc đụng độ chung quanh Philippines vào các ngày 24 và 25 tháng 10, được biết đến như là Trận chiến vịnh Leyte. Sau khi được sửa chữa ngắn tại Manus, chiếc tàu khu trục đi Saipan, nơi nó gia nhập trở lại lực lượng đặc nhiệm vào đầu tháng 11. Đi đến ngoài khơi Luzon vào ngày 11 tháng 11, nó bảo vệ cho các tàu sân bay khi chúng tung ra các đợt không kích nhằm hỗ trợ cho Trận Leyte, kéo dài cho đến ngày 22 tháng 11, khi các tàu sân bay nhanh rút lui về Ulithi.
Lực lượng đặc nhiệm quay trở lại Philippines vào ngày 10 tháng 12, lần này là để hỗ trợ cho cuộc đổ bộ lên Mindanao. Khi các cuộc không kích kháng cự của quân Nhật đã suy yếu, sự kiện đáng kể xảy ra cho các con tàu lại là cơn bão Cobra vốn đã quét qua khu vực vào ngày 18 tháng 12. Bị mắc kẹt ngay giữa tâm bão, Benham đối mặt với những cơn sóng cao sừng sững và tốc độ gió lên đến 100 kn (190 km/h); nước tràn qua các ống thông hơi gây chập mạch điện, hệ thống thông hơi bị hỏng và thủy thủ phải bơm nước ngập bên dưới các hầm tàu nóng bức. Sau năm giờ chống chọi, cơn bão lặng dần và con tàu lết trở về Ulithi để sửa chữa. Tại đây nó nhận tin tức về việc cơn bão đã đánh chìm ba tàu khu trục Hull (DD-350), Monaghan (DD-354) và Spence (DD-512) cùng gây hư hại cho ít nhất 27 tàu khác.

### 1945
Chỉ hơn một tuần sau đó, Benham lại lên đường cùng Đội đặc nhiệm 38.1, được hình thành chung quanh Yorktown (CV-10), Wasp (CV-18), Cowpens (CVL-25) và Monterey (CVL-26). Các tàu sân bay nhanh này đã không kích xuống Đài Loan vào các ngày 3 và 4 tháng 1, 1945 nhằm chuẩn bị cho Chiến dịch Musketeer, cuộc đổ bộ lên Luzon, Philippines. Trong các ngày 6 và 7 tháng 1, khi lực lượng đổ bộ chịu đựng những cuộc không kích của đối phương trong Biển Đông và vịnh Lingayen, các tàu sân bay cũng giáng trả xuống các sân bay đối phương tại Luzon nhằm áp chế sức mạnh không quân đối phương.
Sau khi được tiếp nhiên liệu ngoài khơi, Lực lượng Đặc nhiệm 38 tiến hành một đợt không kích khác xuống Đài Loan vào ngày 9 tháng 1. Để đảm bảo an ninh cho tuyến đường tiếp liệu giữa Mindoro và vịnh Lingayen, lực lượng đặc nhiệm đã băng qua eo biển Luzon tiến vào Biển Đông để tấn công các căn cứ Nhật Bản lân cận. Cho dù bị ảnh hưởng bởi thời tiết xấu, các tàu sân bay Hoa Kỳ vẫn càn quét tàu bè đối phương dọc bờ biển Đông Dương thuộc Pháp vào ngày 12 tháng 1, rồi ném bom các sân bay và cảng tại Đài Loan, đảo Hải Nam và dọc bờ biển Trung Quốc trong các ngày 15 và 16 tháng 1. Sau một chuyến đi lên phía Bắc làm nhiệm vụ trinh sát hình ảnh trên không phận Okinawa, lực lượng rút lui về Ulithi vào ngày 27 tháng 1.
Trong khi các chiến dịch tại Mindoro và Luzon tiếp diễn thuận lợi, thủy thủ đoàn của chiếc tàu khu trục có được hai tuần nghỉ ngơi trong khi các tàu sân bay nhanh chuẩn bị cho nhiệm vụ tiếp theo: không kích xuống các đảo chính quốc Nhật Bản. Vào ngày 10 tháng 2, khi các tàu sân bay nhanh rời Ulithi, Benham cùng 14 tàu khu trục khác hình thành nên vành đai trinh sát và canh phòng khoảng 35 mi (56 km) phía trước các tàu sân bay. Được dự định nhằm tiêu diệt các tàu tuần tra mặt biển đối phương và cảnh báo sớm cho các tàu sân bay, các tàu khu trục đã hộ tống các tàu sân bay nhanh trong đợt không kích lên đảo Honshū vào các ngày 16 và 17 tháng 2. Trong các hoạt động này, các tàu khu trục đã dẫn đường cho lực lượng tuần tra chiến đấu trên không (CAP) đánh chặn không quân đối phương đột kích, bắn rơi 8 máy bay Nhật Bản. Lực lượng đặc nhiệm chuyển hướng xuống phía Nam vào ngày hôm sau, bắt đầu không kích xuống Iwo Jima nhằm hỗ trợ cho việc đổ bộ lên đảo này vào ngày 19 tháng 2. Sau đợt không kích thứ hai xuống Honshū trong các ngày 25 và 26 tháng 2, lực lượng đặc nhiệm quay trở về Ulithi vào đầu tháng 3.
Vào ngày 13 tháng 3, Benham lên đường tham gia chiến dịch đổ bộ cuối cùng trong chiến tranh tại Thái Bình Dương: Trận Okinawa. Cùng các tàu khu trục đồng đội khác trong thành phần hộ tống, nó bảo vệ cho các tàu sân bay trong đợt tấn công lên các sân bay tại Kyūshū cùng các căn cứ hải quân trong vùng biển nội địa Nhật Bản. Chiếc tàu khu trục bắt được tín hiệu radar đầu tiên của máy bay đối phương vào ngày 17 tháng 3, rồi nổ súng đánh đuổi một máy bay tiêm kích Mitsubishi A6M “Zero” đối phương bay đến gần vị trí của nó vào sáng hôm sau. Hoạt động tiếp nối vào ngày 19 tháng 3, khi Benham và tàu khu trục Halsey Powell (DD-686) phát hiện tín hiệu sonar của tàu ngầm đối phương lúc 02 giờ 50 phút. Trong bốn giờ tiếp theo sau, họ đã tấn công liên tục bằng mìn sâu nhưng không mang lại kết quả. Nó sau đó giúp di tản những người sống sót khỏi Franklin (CV-13), khi chiếc tàu sân bay bị hư hại nặng do bị máy bay kamikaze đối phương đâm trúng vào ngày 19 tháng 3; nó chuyển những người được cứu vớt sang tàu sân bay Wasp.
Vào ngày 31 tháng 3, tàu khu trục Cushing (DD-797) bắt được tín hiệu sonar và đã tấn công bằng mìn sâu mục tiêu nghi ngờ là một tàu ngầm Nhật Bản. Thủy thủ của Benham báo cáo về một vệt dầu loang và nặng mùi dầu diesel, nhưng không thể xác nhận việc tiêu diệt tàu ngầm đối phương. Sang ngày 6 tháng 4, năm ngày sau khi bắt đầu cuộc đổ bộ lên Okinawa, không quân Nhật bắt đầu hoạt động tích cực đáng kể, khi họ tung ra đợt tấn công tự sát quy mô lớn đầu tiên nhắm vào lực lượng Hoa Kỳ tại khu vực quần đảo Ryūkyū. Cho dù những cuộc tấn công này đã ảnh hưởng nhiều đến các tàu khu trục làm nhiệm vụ canh phòng, Benham không bị tấn công trực tiếp trong các đợt ban đầu.
Lúc 09 giờ 44 phút ngày 17 tháng 4, bốn chiếc “Zero” đã tiếp cận vị trí của nó. Một chiếc đã bắn phá tàu khu trục Colahan, hướng mũi lên và đâm thẳng vào Benham. Cho dù hỏa lực phòng không từ nhiều tàu khu trục đã bắn rơi kẻ tấn công cách đuôi tàu 50 ft (15 m), mảnh vỡ từ chiếc máy bay bị nổ tung đã làm hỏng dàn radar của Benham, khiến một người thiệt mạng và 14 người khác bị thương.
Sau khi được sửa chữa tạm thời, Benham tiếp tục vai trò hộ tống bảo vệ các tàu chiến Hoa Kỳ tại khu vực chung quanh Okinawa cho đến đầu tháng 5. Sau một đợt sửa chữa ngắn tại Ulithi vào giữa tháng 5, nó lại hộ tống cho các tàu sân bay trong chiến dịch không kích xuống Kyūshū và Nansei Shoto vào đầu tháng 6, rồi rút lui về Leyte vào ngày 13 tháng 6, dự định cho một đợt tiếp liệu nhanh. Tuy nhiên, nó chuyển hướng đi Guam để sửa chữa hệ thống động lực gặp trục trặc.
Gia nhập trở lại Lực lượng Đặc nhiệm 38 vào ngày 21 tháng 7, Benham hoạt động cùng các tàu sân bay nhanh trong một tháng tiếp theo. Nó tham gia các đợt không kích xuống khu vực biển nội địa Nhật Bản vào các ngày 24 và 28 tháng 7, xuống Kobe và Nagoya vào ngày 30 tháng 7, và các cuộc không kích sau cùng xuống Honshū tại khu vực Kantō chung quanh Tokyo vào giữa tháng 8. Ngoài nhiệm vụ hộ tống bảo vệ các tàu sân bay, chiếc tàu khu trục còn đảm trách một loạt các vai trò khác nhau: càn quét tàu bè đối phương ngoài khơi Shikoku, bắn phá căn cứ thủy phi cơ tại Shionomisaki, và vận chuyển các sĩ quan liên lạc Hải quân Hoàng gia Anh để phối hợp tác chiến giữa các tàu sân bay Anh và Hoa Kỳ.
Sau khi Nhật Bản tuyên bố chấp nhận đầu hàng vào ngày 15 tháng 8, Benham tiếp tục hoạt động tuần tra ngoài khơi các đảo chính quốc cho đến ngày 27 tháng 8, khi nó tham gia lực lượng tiến vào vịnh Sagami tiếp nhận sự đầu hàng tại cảng Yokosuka. Sau một chuyến đi ngắn đến Iwo Jima, nó đã có mặt trong vịnh Tokyo tại vị trí bên mạn phải phía đuôi chiếc Missouri (BB-63), nơi nó chứng kiến lễ đầu hàng chính thức trên sàn phía sau chiếc thiết giáp hạm vào ngày 2 tháng 9. Nó ở lại vùng biển Nhật Bản cho đến ngày 26 tháng 10, khi nó lên đường quay trở về Hoa Kỳ. Con tàu trải qua nhiều cảng khác nhau cho đến khi được cho xuất biên chế vào ngày 18 tháng 10, 1946 và đưa về Hạm đội Dự bị Thái Bình Dương, neo đậu tại San Diego, California.

### 1951 - 1960
Do sự kiện Chiến tranh Triều Tiên bùng nổ làm thiếu hụt số lượng tàu khu trục có thể hoạt động, Benham được cho nhập biên chế trở lại tại Long Beach, California vào ngày 24 tháng 3, 1951, dưới quyền chỉ huy của Trung tá Hải quân Allen P. Cook. Di chuyển sang vùng bờ Đông Hoa Kỳ qua ngã kênh đào Panama, con tàu được đại tu tại Xưởng hải quân Boston, đồng thời được nâng cấp vũ khí phòng không, thay thế các khẩu Bofors 40 mm bằng pháo 3 inch (76 mm) có hiệu quả hơn để đối phó với máy bay phản lực. Được phân về Hạm đội Đại Tây Dương, nó đặt cảng nhà tại Newport, Rhode Island, tiến hành chạy thử máy, và sau đó là các cuộc thực tập huấn luyện cho đến hết năm 1951.
Benham lên đường vào ngày 22 tháng 4, 1952 cho chuyến đi đầu tiên sang Châu Âu, cùng với tàu khu trục Noa (DD-841) viếng thăm các cảng Newfoundland, Iceland, Ireland, Anh, Thụy Điển, Đức, Libya, và Ý trước khi quay trở về nhà vào ngày 16 tháng 9. Sau một giai đoạn thực tập chống tàu ngầm và huấn luyện kéo dài sáu tháng từ cảng nhà Newport, nó lên đường vào ngày 17 tháng 4, 1953 cho một chuyến đi thứ hai sang vùng biển Địa Trung Hải kéo dài năm tháng, vốn đã đưa nó đến Ý, Pháp, Thổ Nhĩ Kỳ và Hy Lạp. Quay trở về vùng bờ Đông vào ngày 3 tháng 9, nó đi vào Xưởng hải quân Philadelphia cho một đợt đại tu và hiện đại hóa kéo dài bốn tháng; và sau khi hoàn tất sửa chữa vào tháng 1, 1954, nó hoạt động dọc theo vùng bờ Đông và chuẩn bị cho chuyến đi vòng quanh thế giới tiếp theo.
Khởi hành từ Newport vào ngày 1 tháng 6, Benham cùng Đội khu trục 242 hướng xuống phía Nam, băng qua kênh đào Panama và vượt Thái Bình Dương để đi đến Nhật Bản, nơi nó trải qua nhiều tháng hoạt động tuần tra và huấn luyện cùng Đệ thất Hạm đội. Một chuyến tuần tra đã đưa nó đến khu vực Bắc Biển Đông sau sự cố hai máy bay tiêm kích Lavochkin La-7 của Trung Cộng đã bắn rơi một máy bay chở hành khách dân dụng của hãng Cathay Pacific vào cuối tháng 7, làm phân nữa trong số 18 hành khách trên máy bay thiệt mạng. Trong khi chiếc tàu khu trục đang tìm kiếm những người sống sót vào ngày 25 tháng 7, hai máy bay tiêm kích Trung Quốc đã tấn công những máy bay tiêm kích Hoa Kỳ ở khu vực lân cận, và bị bắn rơi. Nó cũng thực hành huấn luyện chống tàu ngầm với các đơn vị tàu ngầm bạn ngoài khơi Okinawa, và sau hai tuần lễ được bảo trì tại Sasebo, Nhật Bản, nó lên đường vào tháng 10 để quay trở về nhà, viếng thăm Hong Kong và Singapore trên đường đi, rồi tiến vào Ấn Độ Dương và ghé qua Ceylon cùng Aden. Nó cũng viếng thăm các cảng Naples, Barcelona, Gibraltar và quần đảo Azores trước khi về đến Newport vào ngày 18 tháng 12.
Sau một thời gian ngắn nghỉ ngơi và bảo trì, Benham trải qua phần lớn thời gian của năm 1955 trong những nhiệm vụ huấn luyện chống tàu ngầm và thực hành khu trục từ căn cứ Newport. Vào ngày 7 tháng 1, 1956, nó đi vào Xưởng hải quân Boston cho một đợt đại tu và hiện đại hóa, rồi trải qua mùa Hè phục vụ như tàu huấn luyện tại Newport, giúp huấn luyện các học viên sĩ quan. Sang tháng 9, nó lại vào Xưởng hải quân Philadelphia để bảo trì trong hai tuần.
Khi tình hình tại Trung Đông trở nên căng thẳng do việc Tổng thống Gamal Abdel Nasser của Ai Cập quyết định quốc hữu hóa kênh đào Suez, thủy thủ đoàn của Benham bắt đầu tích cực huấn luyện tại Newport nhằm chuẩn bị để được huy động khẩn cấp khi cần thiết. Quân đội Israel đã tấn công quân đội Ai Cập trên bán đảo Sinai vào ngày 29 tháng 10, tiếp nối bằng việc Anh và Pháp cho đổ bộ lính nhảy dù xuống Port Said hai ngày sau đó, một hoạt động chuẩn bị nhằm chiếm đóng toàn bộ kênh đào. Một ngày sau, Liên Xô ra tuyên bố sẽ hỗ trợ cho Ai Cập.
Để đáp trả, sáng ngày 6 tháng 11, Tổng thống Dwight D. Eisenhower cho báo động toàn thể tàu chiến Hoa Kỳ; và Benham nằm trong số được huy động để tăng cường cho Đệ lục Hạm đội tại Địa Trung Hải. Nó lên đường ngay cùng ngày hôm đó, và sau chuyến đi kéo dài 16 ngày không ngừng nghỉ, đã đi đến khu vực Đông Địa Trung Hải vào ngày 22 tháng 11. Tại đây nó giúp bảo vệ cho việc triển khai đến Ai Cập một lực lượng gìn giữ hòa bình khẩn cấp của Liên Hợp Quốc, và tiếp theo là việc triệt thoái lực lượng Anh, Pháp và Israel khỏi vùng kênh đào Suez.
Sau khi vụ khủng hoảng được giải quyết, Benham lên đường quay trở về nhà vào ngày 11 tháng 2, 1957, về đến Newport vào ngày 20 tháng 2. Nó quay trở lại nhịp điệu hoạt động huấn luyện thường lệ dọc theo vùng bờ Đông, và sau ba tháng hoạt động tại chỗ từ Newport, con tàu thực hiện một chuyến đi huấn luyện học viên sĩ quan đến Nam Mỹ trong tháng 6 và tháng 7, viếng thăm Rio de Janeiro, Brazil; St. Thomas, quần đảo Virgin; vịnh Guantánamo, Cuba; và Culebra, Puerto Rico. Sang tháng 9, nó tham gia một loạt các cuộc tập trận chống tàu ngầm của Khối NATO tại Bắc Đại Tây Dương, rồi trải qua hai ngày tại Belfast, Bắc Ireland và Chatham, Anh trước khi quay trở về Newport. Con tàu đi đến Xưởng hải quân Boston vào tháng 1, 1958 để được bảo trì trong ba tháng, và chuẩn bị cho lượt bố trí tiếp theo sang khu vực Địa Trung Hải.
Cùng trong thời gian đó, một cuộc nổi dậy của lực lượng Hồi giáo tại Beirut đã đưa đến cuộc Khủng hoảng Lebanon vào đầu tháng 5, buộc chính phủ của Tổng thống Camille Chamoun phải nhờ đến sự giúp đỡ của Anh và Hoa Kỳ. Mặc dù do dự không muốn can thiệp, Tổng thống Eisenhower vẫn cho huy động một lực lượng phản ứng nhanh trong khu vực; rồi đến ngày 14 tháng 7, sau khi xảy ra cuộc đảo chính lật đổ chế độ quân chủ tại Iraq, Eisenhower cho phép can thiệp tại Lebanon nhằm ngăn ngừa sự bất ổn lan rộng. Khoảng 10.000 binh lính Thủy quân Lục chiến đã đổ bộ lên Beirut vào ngày hôm sau, và Benham nằm trong số tàu chiến được huy động vào lực lượng phản ứng. Nó cấp tốc khởi hành từ Newport vào ngày 14 tháng 7 để hướng sang Châu Âu, và trong bốn tháng tiếp theo đã hoạt động tại Địa Trung Hải, Hồng Hải và vịnh Ba Tư, hỗ trợ cho binh lính Hoa Kỳ trong nhiệm vụ tái lập trật tự tại Lebanon.
Khi những binh lính cuối cùng triệt thoái khỏi Beirut vào ngày 25 tháng 10, Benham cũng lên đường quay trở về Hoa Kỳ, về đến nơi vào cuối tháng 11, và ở lại trong cảng cho đến hết năm 1958. Trong năm tiếp theo, ngoài những hoạt động huấn luyện thường lệ từ Newport, nó còn tham gia hai cuộc tập trận lớn: một chuyến đi thực hành cùng tàu sân bay ngoài khơi Mayport, Florida vào mùa Xuân, và một chuyến thực tập chống tàu ngầm đến vùng biển Caribe vào mùa Hè. Được dự định để chuyển cho một nước đồng minh, con tàu đi đến Xưởng hải quân Boston vào đầu năm 1960 để được sửa chữa, đại tu và nâng cấp. Benham được cho xuất biên chế tại Boston vào ngày 30 tháng 6, 1960. Tên nó được cho rút khỏi danh sách Đăng bạ Hải quân vào ngày 15 tháng 1, 1974.

### BAPVillar(DD-71)
Chiếc tàu khu trục được chuyển cho Peru trong khuôn khổ Chương trình Viện trợ Quân sự (MAP) vào ngày 15 tháng 12, 1960. Nó hoạt động cùng Hải quân Peru như là chiếc BAP Villar (DD-71). Con tàu được chuyển quyền sở hữu chính thức cho Peru vào ngày 15 tháng 1, 1974, và phục vụ cho đến khi bị tháo dỡ vào năm 1980. Trước khi tháo dỡ, nó còn được sử dụng làm mục tiêu cho tàu khu trục BAP Ferré (DM-74) thực hành bắn tên lửa đối hạm Exocet.

## Phần thưởng
Benham được tặng thưởng tám Ngôi sao Chiến trận do thành tích phục vụ trong Thế Chiến II.